# Mary Bell
Mary Bell (anglès: Mary Flora Bell)  (Corbridge, 25 de maig de 1957) és una dona anglesa que, quan era jove, va assassinar dos nens en edat preescolar a Scotswood, un suburbi interior de Newcastle upon Tyne el 1968. El primer assassinat va passar quan ella tenia 10 anys. En ambdós casos, Bell va informar a la seva víctima que tenia mal de coll, que li massatges abans de procedir a estrangular-lo.
Bell va ser condemnada pels dos assassinats el desembre de 1968, en un judici celebrat a Newcastle Assizes quan tenia 11 anys, i en el qual es va considerar que les seves accions havien estat comeses sota responsabilitat reduïda. La seva còmplice en almenys un dels assassinats, Norma Joyce Bell, de 13 anys (sense parent), va ser absolta de tots els càrrecs. Continua sent l'assassí femení més jove de Gran Bretanya, encara que no l'assassí més jove, després d'haver estat condemnada per l'homicidi involuntari dels dos nois.
Bell va ser posada en llibertat l'any 1980, als 23 anys. Una ordre judicial de per vida li va concedir l'anonimat, que des de llavors s'ha ampliat per protegir la identitat de la seva filla i la seva néta. Des de llavors ha viscut sota una sèrie de pseudònims.

## Primers anys

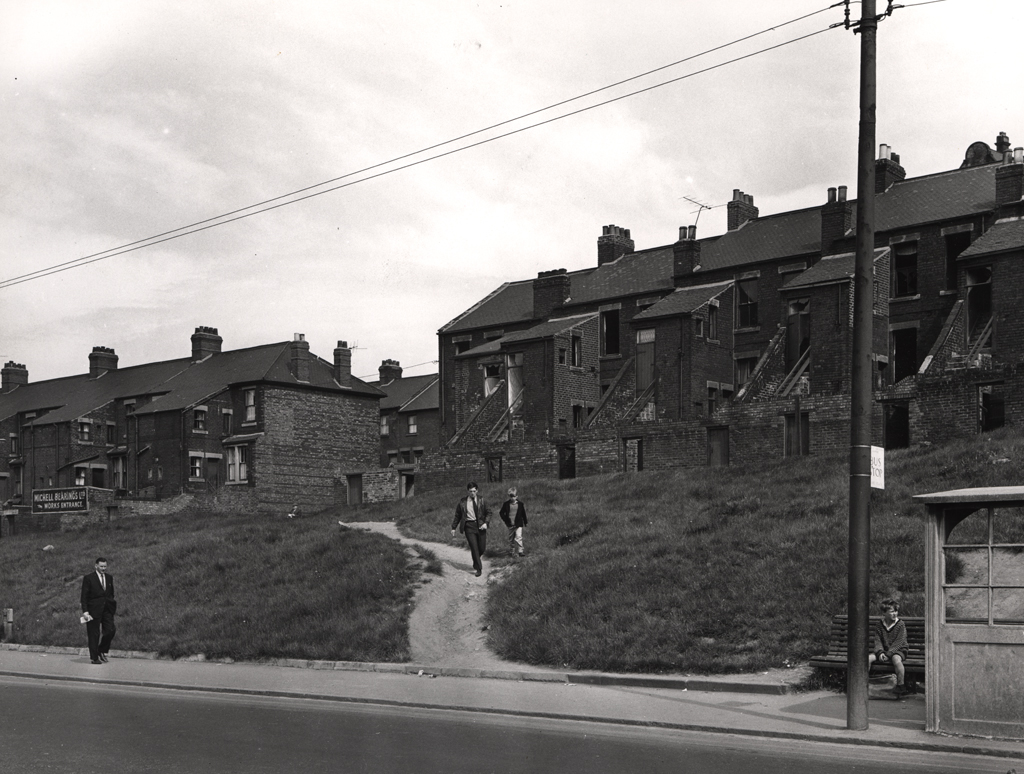
Whitehouse Road, el 1966. Mary Bell va viure al número 70.

La mare de Bell, Elizabeth "Betty" Bell (de soltera McCrickett), era una coneguda prostituta local que sovint estava absent de la casa familiar, viatjava sovint a Glasgow per treballar i deixava els seus fills a la cura del seu pare, si ell hi era present. Mary va ser el seu segon fill, nascuda quan Betty tenia 17 anys. Es desconeix la identitat del pare biològic de Mary. Durant la major part de la seva vida, Mary va creure que el seu pare era William "Billy" Bell, un alcohòlic violent i criminal habitual amb antecedents d'arrest per delictes com el robatori a mà armada. No obstant això, era un bebè quan William Bell es va casar amb la seva mare, i es desconeix si ell és realment el seu pare biològic.
Mary era un nena no desitjada i mal cuidada. Segons la seva tia, Isa McCrickett, pocs minuts després del naixement de Mary, la seva mare s'havia molestat amb el personal de l'hospital que intentava posar la seva filla als seus braços, cridant: "Traieu-me la cosa!"
De petita, Mary sovint va patir ferides en accidents domèstics mentre estava sola amb la seva mare, cosa que va fer que la seva família cregués que la seva mare era deliberadament negligent o intentava fer mal o matar la seva filla. En una ocasió, cap al 1960, Betty va deixar caure la seva filla des d'una finestra del primer pis; en una altra ocasió, va donar a la seva filla pastilles per dormir. També se sap que una vegada va vendre Mary a una dona mentalment inestable que no podia tenir fills, la qual cosa va fer que la seva germana gran, Catherine, hagués de viatjar sola per Newcastle per reclamar Mary i tornar la nena a casa de la mare a Whitehouse Road.
Malgrat la negligència i els abusos cap a la seva filla, Betty va rebutjar les ofertes repetides de la seva família per prendre la custòdia de Mary, a qui, com a dominatriu, se suposa que va començar a permetre i/o animar a diversos dels seus clients a abusar sexualment en sessions sadomasoquistes a mitjans dels anys 60.